# Relaciones Bután-Chile
Las relaciones Bután-Chile son las relaciones internacionales entre Chile y Bután.

## Relaciones diplomáticas
Chile y Bután no han establecido nunca relaciones diplomáticas de manera oficial.

## Misiones diplomáticas
- Chile no tiene embajada en Bután.[2]
- Bután no tienen embajada en Chile.[2]